# Agnieszka Jerzyk
Agnieszka Jerzyk (ur. 15 stycznia 1988 w Lesznie) – polska triathlonistka i lekkoatletka.

## Kariera
Dwukrotna uczestniczka Igrzysk Olimpijskich w triathlonie (Londyn 2012, Rio 2016), która z powodzeniem startuje również w zawodach lekkoatletycznych, w których zdobyła 3 medale Mistrzostw Polski. Triathlonowa Mistrzyni Świata U-23 (Pekin 2011) i Europy U-23 (Gaia 2010). Medalistka Serii Mistrzostw Świata (Yokohama 2014), Pucharu Świata (Huatulco 2016) i wielokrotna zwyciężczyni Pucharu Europy. Złota medalistka Igrzysk Wojskowych (Rio 2011), srebrna (Korea 2015). W Polsce nie pokonana od 2008 roku. Swoją przygodę rozpoczęła od pływania w KS. Akwawit Leszno. Następnie trenowała Lekkoatletykę - biegi średnie w KS. Krokus Leszno. Od 2006 roku zajęła się triathlonem i tego roku zdobyła swój pierwszy złoty medal MP juniorów.
Reprezentowała Polskę w Przełajowych Mistrzostwach Świata seniorów i Mistrzostwach Europy U-23.
Reprezentuje Klub Sportowy Real 64-sto, trenerem jest Paweł Barszowski.
Dwukrotna złota  medalistka światowych igrzysk wojskowych w Rio de Janeiro 2011 (indywidualnie i drużynowo). W 2015 zdobyła srebrny medal na igrzyskach wojskowych w Mungyeong.
Dwukrotna brązowa medalistka mistrzostw Polski seniorów – w biegu przełajowym na dystansie około 8 kilometrów (Bydgoszcz 2010) oraz w biegu na 10 000 metrów (Sosnowiec 2010). W 2010 zajęła 70. miejsce w rywalizacji indywidualnej podczas przełajowych mistrzostw świata.
- Mistrzyni świata U-23 w triathlonie z 2011 roku;
- Srebrna Medalistka Pucharu Świata Huatulco 2016;
- Igrzyska Olimpijskie Rio de Janeiro 2016, 22. miejsce;
- Wicemistrzyni Świata juniorów w Duathlonie Győr, Węgry 2007 roku;
- Akademicka mistrzyni świata z 2010 roku w triathlonie Walencja;
- Mistrzyni Europy U-23 w triathlonie z 2010 roku Porto;
- Mistrzyni świata U-23 w duathlonie z 2008 roku Rimini;
- Zwyciężczyni klasyfikacji Pucharu Europy juniorów w triathlonie w 2007 roku, po zwycięstwie w zawodach w Wiedniu i Oudenaarde;
- 50. zawodniczka w serii mistrzostw świata w triathlonie w 2010;
- Multimedalistka mistrzostw Polski w triathlonie.

Jest żołnierzem Wojska Polskiego.